# 마거릿 레비

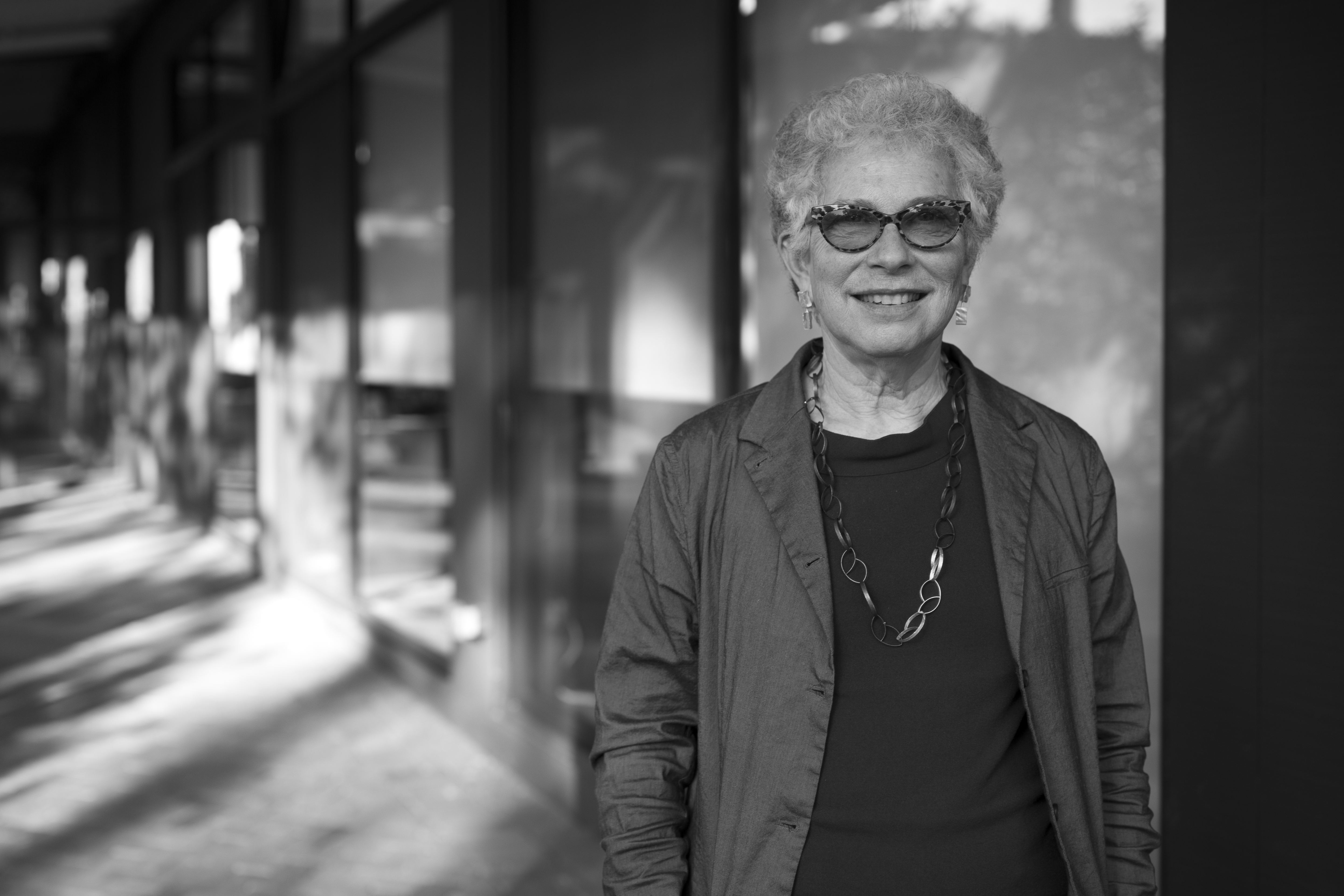

마가렛 레비 (Margaret Levi, 1947년생)는 미국의 정치학자이자 작가로 비교 정치경제학, 노동정치학, 민주주의 이론, 특히 신뢰할 수 있는 정부의 기원과 효과에 대한 연구로 유명하다.
그녀는 하버드 디자인 대학원에서 도시 및 지역 계획에 대한 박사 과정을 시작했다. 그러나 그녀는 정치학 박사 학위를 받기 위해 하버드 대학교로 돌아가기 전에 학업을 포기했다. 정치학 박사 과정에서 Michael Lipsky, Robert Fogelson 및 Edward Banfield의 영향을 받았다.
그녀는 1974년 하버드 대학에서 박사 학위를 취득했으며, 그녀는 워싱턴 대학 교수진에 합류했다. 초기 작업에서 그녀는 도시 정치에 집중했다. 워싱턴 대학에서 그녀는 몇 년 동안 Douglass North와 함께 수업을 진행했다.